# 紅級設標船
紅級設標船是一款服役於美國海岸警衛隊的設標船，同時也是海岸警衛隊自二戰後首批建造的設標船，其專為沿海水道及其主要支流（如紐約港、乞沙比克灣和舊金山灣而設計，主要任務是維護航行輔助設施，並包括搜救、輕度破冰、執法和海洋環境保護。
隨著1990年代看守人級陸續服役，紅級的5艘皆於21世紀前退役，其中兩艘作為人工魚礁，其餘三艘則移交至阿根廷海軍並服役至今。

## 發展

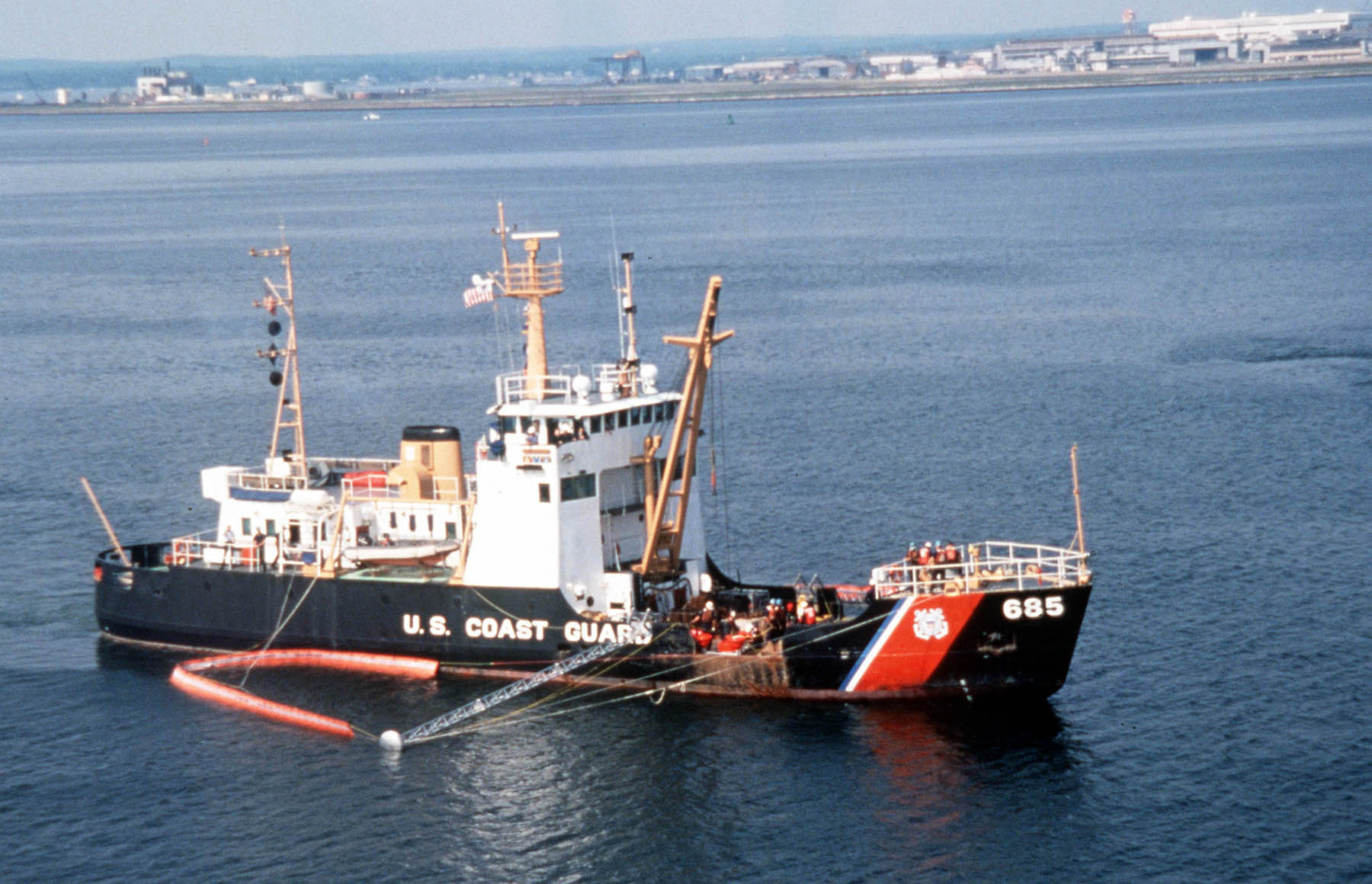
紅木號在費城附近清理漏油

1964年，美國海岸警衛隊擁有26的艘設標船已有11艘過時，因此國會批准經費更換，雖然因縮減預算最終導致只撥款兩艘的預算，取代老舊的蒸氣式設標船霍桑號和橡樹號。
海岸警衛隊1963財年的預算包括300萬美元，用於建造紅樺號，雖原先預計取代霍桑號，然而最終取代
當時向國會描述該船將取代 USCGC Hawthorne。[4] 然而，完工後 Red Birch 最終取代的是舊金山的科倫拜號。
海岸警衛隊在1969財年的預算請求中申請250萬美元建造紅雪松號，並獲得批准。
在1970財年，海岸警衛隊獲得310萬美元預算，建造紅橡號，取代紫丁香號，同時紫丁香號是最後一艘使用蒸汽機推進的設標船。

### 退役與阿根廷

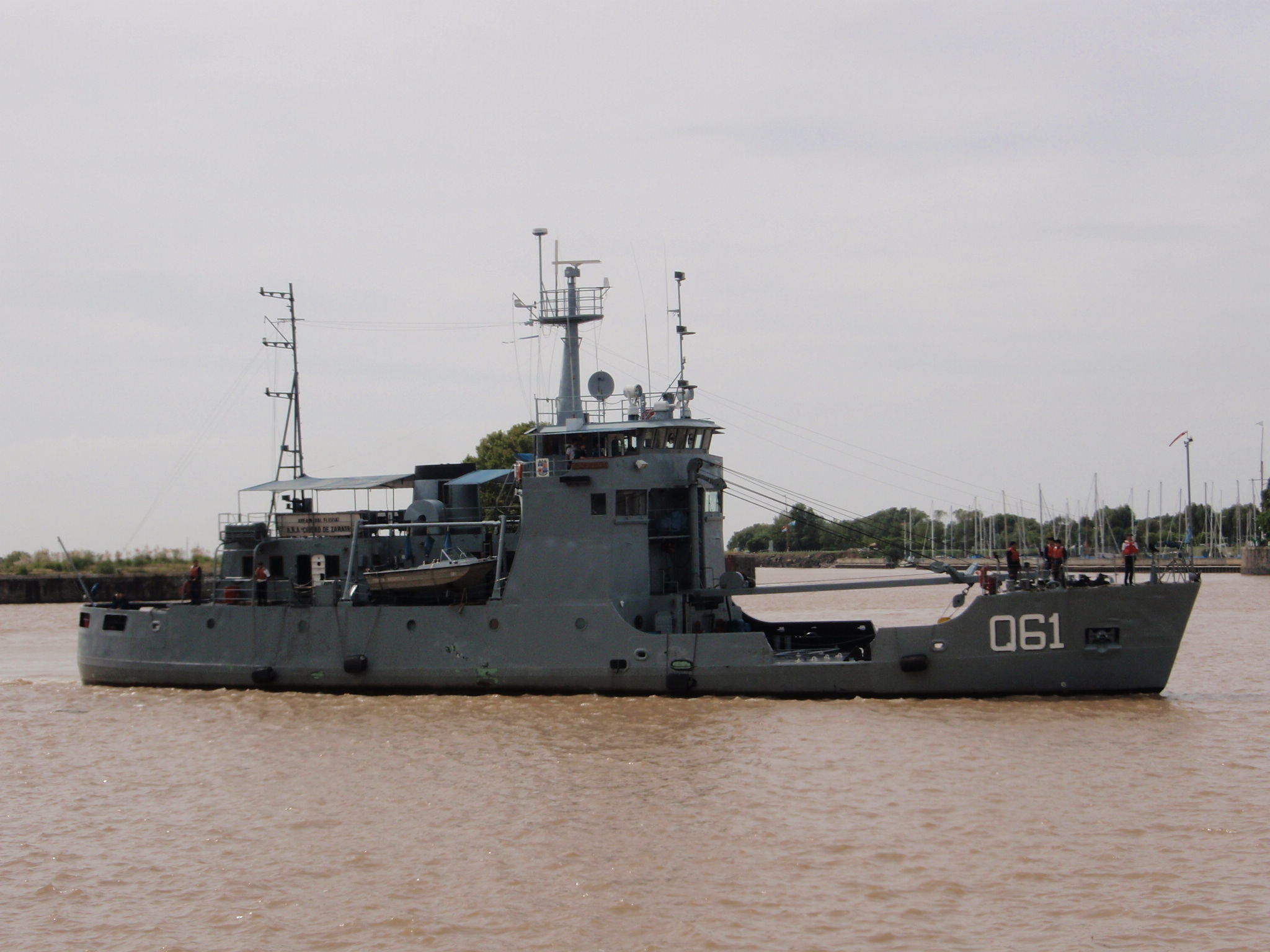
阿根廷海軍的薩拉特號，前身為紅雪松號

根據1961年《對外援助法案》，美國可透過「剩餘防禦物資計畫」（Excess Defense Articles program）將多餘的軍事裝備轉讓給其他國家，以支持美國的外交政策目標。紅木號、紅樺號和紅雪松號在美國海岸警衛隊退役後，透過該計畫轉交給阿根廷海軍，藉以提升阿根廷海軍攔截毒品及其化學原料的能力。

截至2023年，這三艘船仍服役於阿根廷海軍，並持續執行各種任務。

## 同級艦
| 舷號    | 艦名       | 造船廠               | 鋪設龍骨   | 下水       | 服役       | 退役       | 結局                                            |
| ------- | ---------- | -------------------- | ---------- | ---------- | ---------- | ---------- | ----------------------------------------------- |
| WLM-685 | 紅木號     | 美國海岸警衛隊造船廠 | 1963-08-01 | 1964-04-04 | 1964-08-04 | 1999-06-30 | 移交至阿根廷海軍，並改名成羅薩里奧號            |
| WLM-686 | 紅山毛櫸號 | 美國海岸警衛隊造船廠 | 1963-10-14 | 1964-06-06 | 1964-11-20 | 1997-06-18 | 於2000年6月10日作為人工魚礁置放在馬里蘭州大洋城 |
| WLM-687 | 紅樺號     | 美國海岸警衛隊造船廠 | 1964-07-06 | 1965-02-19 | 1965-06-07 | 1998-06-09 | 移交至阿根廷海軍，並改名成蓬塔阿爾塔號          |
| WLM-688 | 紅雪松號   | 美國海岸警衛隊造船廠 | 1969-07-01 | 1970-08-01 | 1970-12-18 | 1999-03-16 | 移交至阿根廷海軍，並改名成薩拉特號              |
| WLM-689 | 紅橡號     | 美國海岸警衛隊造船廠 | 1970-10-26 | 1971-07-01 | 1971-12-17 | 1996-03-28 | 於1999年9月13日作為人工魚礁置放於新澤西州開普梅 |